# Tsunami Sea
Tsunami Sea è il secondo album in studio del gruppo musicale canadese Spiritbox, pubblicato il 7 marzo 2025 dalla Pale Chord e dalla Rise Records.

## Tracce
Testi di Courtney LaPlante, musiche di Courtney LaPlante, Mike Stringer e Daniel Braunstein.
1. Fata Morgana – 4:21
2. Black Rainbow – 3:24
3. Perfect Soul – 3:59
4. Keep Sweet – 4:03
5. Soft Spine – 3:03
6. Tsunami Sea – 4:16
7. A Haven with Two Faces – 5:31
8. No Loss, No Love – 2:56
9. Crystal Roses – 3:19
10. Ride the Wave – 4:53
11. Deep End – 3:47

Tracce bonus nell'edizione deluxe digitale
1. Fata Morgana (Live from Alexandra Palace London) – 6:03
2. Perfect Soul (Live from L'Olympia Paris) – 4:52

## Formazione
Gruppo
- Courtney LaPlante – voce
- Michael Stringer – chitarra, basso, batteria, cori
- Josh Gilbert – cori (tracce 3, 4, 6, 7, 10, 11)
- Zev Rosenberg – batteria

Produzione
- Daniel Braunstein – produzione, ingegneria del suono
- Michael Stringer – produzione, ingegneria del suono
- Zach Tuch – ingegneria del suono
- James Knoerl – ingegneria del suono aggiuntiva
- Zakk Cervini – missaggio
- Julian Gargiulo – assistenza al missaggio
- Ted Jensen – mastering

## Classifiche
| Classifica (2025)          | Posizione massima |
| -------------------------- | ----------------- |
| Australia                  | 34                |
| Austria                    | 10                |
| Belgio (Fiandre)           | 80                |
| Belgio (Vallonia)          | 59                |
| Canada                     | 114               |
| Finlandia                  | 39                |
| Germania                   | 12                |
| Nuova Zelanda              | 36                |
| Paesi Bassi                | 83                |
| Regno Unito                | 17                |
| Regno Unito (independent)  | 1                 |
| Regno Unito (rock & metal) | 3                 |
| Stati Uniti                | 26                |
| Stati Uniti (independent)  | 4                 |
| Stati Uniti (rock)         | 3                 |
| Svizzera                   | 21                |